# ميشيل شحادة
ميشيل شحادة (1956-) هو المدير التنفيذي الفلسطيني الأمريكي لمهرجان الفيلم العربي والمدير الإقليمي الغربي السابق للجنة مكافحة التمييز الأمريكية العربية (1996-2003).
ولد  شحادة في عمان، الأردن ثم نشأ في فلسطين، لعائلة مسيحية فلسطينية، ثم انتقل إلى الولايات المتحدة للدراسة الجامعية في عام 1975. حصل على درجة البكالوريوس في الصحافة ودرجة الماجستير في الإدارة العامة من جامعة ولاية كاليفورنيا، لونغ بيتش.
في 26 يناير 1987، تم القبض على شحادة وسبعة آخرين من سكان لوس أنجلوس (أطلق عليهم اسم ثمانية لوس أنجلوس) بموجب قانون الهجرة والجنسية لعام 1952 على أساس دعمهم المزعوم للجبهة الشعبية لتحرير فلسطين (التي صنفتها الولايات المتحدة كجماعة إرهابية في عام 1997). وبعد أن رفضت الحكومة الكشف عن الأدلة التي تبرئ المتهمين، قرر القاضي في القضية في عام 2007 رفض التهم الموجهة ضد شحادة وعضو آخر في المجموعة، ووصف القاضي الإجراءات المطولة بأنها إحراج لسيادة القانون.

## روابط خارجية
- ميشيل شحادة، IMEU
- مهرجان الفيلم العربي